# Weserkirche
Weserkirche nennt man die Kirchen an der mittleren Weser. Zu den Kirchen gehören:
- Evangelische Kirche Buchholz, Petershagen
- Evangelische Kirche Heimsen, Petershagen
- Apostelkirche (Ovenstädt), Petershagen
- Evangelische Kirche Windheim, Petershagen